# Carmelo Encinas
Carmelo Encinas Campa (Madrid, 20 de julio de 1954) es un periodista español  

## Trayectoria
Licenciado en Periodismo, su carrera profesional ha estado estrechamente vinculada al Grupo Prisa. En 1977 entra a formar parte del equipo de informativos de la Cadena SER. En esta emisora ejerce tanto de redactor jefe de nacional como, durante muchos años, director del área local de Radio Madrid (Redacción Madrid).
Entrada la década de 1990 y hasta 1996, da el salto a televisión a través de la cadena autonómica madrileña Telemadrid, donde dirige y presenta diversos espacios de actualidad, análisis y tertulia políticos, como Madrid, siete días (1992), En la calle (1993–1994) o En pleno Madrid (1996).
Comienza, además, a trabajar como columnista en el diario El País desde 1996.
A principios de la década de 2000 es nombrado Director de antena de la emisora de TV del Grupo Prisa, Localia, y posteriormente director general de Localia-Madrid hasta su desaparición en 2009. Fue en este canal donde presentó el programa de prime time Unos y otros.
Desde 2009 ha sido contertulio habitual de diferentes programas de análisis político de televisión como Madrid opina (2009-2011) en Telemadrid, La vuelta al mundo (2009-2011) en Veo7, Una mirada a El Mundo (2012) en Discovery MAX, La noria (2009-2012)  y El gran debate (2012-2013) y El programa de Ana Rosa (2009-2015) en Telecinco, T con T (2014) en TVE, El gato al agua en  Intereconomía Televisión, Más Madrid (2014-2015) en Telemadrid, Las Claves del Día (2015-2017) en Telemadrid y Al rojo vivo (2011-2016) en La Sexta.
Actualmente colabora con varios programas radiofónicos de COPE como Herrera en COPE (2015-actualidad) y La tarde de Cope (2015-actualidad) y en televisión en La noche en 24 horas en 24 horas (TVE), Los desayunos de TVE (2016-actualidad) en La Sexta, Más vale tarde (2016-actualidad) y  La Sexta Noche (2013-actualidad) en La Sexta, Madrid Contigo (2016-actualidad) y Hoy es noticia (2016-actualidad) y El cascabel (2016-actualidad) en  13 TV. Además, colabora como columnista de opinión en los diarios El Economista y 20 minutos, siendo responsable de opinión de este último desde septiembre de 2017. Desde 2024 es también conterulio habitual de Horizonte en Cuatro.

## Premios
Cuenta con dos Antenas de Plata y tres Premios de Periodismo Villa de Madrid.